# Elimaea puncticosta
Elimaea puncticosta är en insektsart som beskrevs av Bolívar, I. 1914. Elimaea puncticosta ingår i släktet Elimaea och familjen vårtbitare. Inga underarter finns listade i Catalogue of Life.